# Monticello (Costiera della Mendola)
Cima Monticello (1.857 m s.l.m.) è una vetta delle Alpi della Val di Non nelle Alpi Retiche meridionali. Si trova a cavallo tra la Val di Non e la Valle dell'Adige, nella Provincia autonoma di Trento.

## Descrizione
Appartiene alla piccola catena delle Cime di Vigo, della quale è la seconda cima più alta, fra la Val dei Molini sopra Roveré della Luna e la Rocchetta a sud, fino al valico Prà d'Arza a nord. La montagna si trova a sud della Cima Roccapiana (1873 m), raggiungibile seguendo il sentiero SAT 500 (ex 504).

## Accessi
- Da Malga Bodrina: seguendo il sentiero SAT 500 in direzione Cima Roccapiana (1873 m). Il sentiero passa sotto la dorsale del Coverlat e non tocca il Monticello.[2][1]

## Traversate
- Al Monte di Mezzocorona: seguendo il sentiero SAT 500 si raggiunge Malga Bodrina. Da qui si prosegue verso il Bait degli Aiseli (1414 m) e località Plon (991 m), proseguendo verso sud si arriva al Monte di Mezzocorona (883 m).[2][3]